# Eudòxia (muller de Valentinià III)
Eudòxia o Licínia Eudòxia, en llatí Eudoxia o Licinia Eudoxia, fou emperadriu romana d'Occident, filla de l'emperador d'Orient Teodosi II el Jove i d'Eudòxia Augusta.
El 422 va néixer la primera filla de Teodosi II i Eudòxia, i es va dir també Eudòxia; només uns dos anys després fou promesa al seu cosí Valentinià (després l'emperador d'Occident Valentinià III); el 436 o 437 (segons una font el 29 d'octubre del 437) la jove Eudòxia, amb uns 15 anys, es va casar amb Valentinià a Constantinoble (una font diu erròniament Tessalònica). Va tenir a les seves filles tot seguit i el 439 va rebre el títol d'augusta al néixer la primera, que es va dir també Eudòxia.
El 455 Valentinià fou assassinat pel seu col·laborador Petroni Màxim, que es va proclamar emperador i va obligar Eudòxia a casar-se amb ell per enfortir la seva posició. És possible que fos la mateixa Eudòxia, oposada a aquest enllaç, qui va cridar els vàndals.
El 455 els vàndals van saquejar Roma. Petroni Màxim va fugir i va morir, però Eudòxia fou feta presonera a Roma pels vàndals i portada a Cartago per Genseric, junt amb les seves filles Eudòxia i Placídia (que estava promesa amb un noble de nom Olibri amb el que després es va casar), que havien de tenir uns 16 i 15 anys.
El 456, Genseric va casar la filla més gran, Eudòxia, amb el seu fill gran Huneric, que va succeir com a rei al seu pare el 477, i el 462 va enviar Eudòxia Licínia i Placídia a Constantinoble, després de cobrar un alt rescat de l'emperador Lleó I el Traci. A la capital de l'imperi va morir un temps després, no abans del 463.